# Steve Harper
Pour les articles homonymes, voir Harper.
Stephen Alan « Steve » Harper, né le 14 mars 1975 à Easington, est un gardien de but de football anglais.
Il a notamment joué pendant 20 ans pour Newcastle United, entre 1993 et 2013.

## Biographie
Depuis 1993, il joue pour Newcastle United, il y a fait preuve d'une longévité peu commune dans le football professionnel actuel, mais a toujours eu du mal à s'imposer, ayant fait l'objet de plusieurs prêts en division 2, division 3, division 4 et même division 5 anglaise. 
Il à tout de même été titulaires pendant la saison 1998-1999 . Il retrouve ce statut pour la saison 2006-2007 avant de le perdre dès l'année suivante.  Mais après le mercato d'hiver 2009 et le départ à Manchester City de Shay Given, il retrouve une place de titulaire dans un club alors en division 2 anglaise, mais  il ne la garde que peu de temps. En octobre 2011, il est prêté un mois à Brighton & Hove Albion.
Le 15 juillet 2013 il rejoint Hull City.
Le 22 janvier 2016, il rejoint Sunderland.

## Palmarès
- Newcastle United
  - Championship
    - Vainqueur : 2010

  - FA Cup
    - Finaliste : 1999